# Adriaan van der Staay
Adriaan Jacobus van der Staay (Eindhoven, 26 februari 1933) is een Nederlands sociaal wetenschapper, voormalig bestuurder, emeritus hoogleraar aan de Erasmus Universiteit Rotterdam, en schrijver. Hij is vooral bekend als directeur van de Rotterdamse Kunststichting in de jaren 1970, en als directeur van het Sociaal en Cultureel Planbureau in de jaren 1980 en 1990.

## Levensloop
Van der Staay is geboren in Eindhoven op 26 februari 1933, en studeerde Sociale Wetenschappen aan de Rijksuniversiteit Utrecht. In 1961 behaalde hij aldaar zijn doctoraal examen.
Na zijn afstuderen begon Van der Staay als staffunctionaris op de afdeling onderzoek en planning van het toenmalige ministerie van Cultuur, Recreatie en Maatschappelijk Werk (CRM). In 1968 werd hij aangesteld als directeur van de Rotterdamse Kunststichting, waar hij diende tot 1979. Onder zijn bewind begon onder andere Poetry International, het Arts Lab De Lantaren, en het International Film Festival Rotterdam.
In 1979 werd hij directeur van het Sociaal en Cultureel Planbureau in Rijswijk, waar hij diende tot 1998. Van de 1993 tot 1999 was hij tevens bijzonder hoogleraar Kunst en samenleving in humanistisch perspectief aan de Erasmus Universiteit Rotterdam in de faculteit der Historische en Kunstwetenschappen.
Naast zijn overheidsbetrekkingen vervulde Van der Staay vele bestuurlijke nevenfuncties in de culturele industrie, en schreef hij tientallen werken.
Van der Staay ontving diverse prijzen, zoals de Wolfert van Borselenpenning in 1979, de Paul Nijgh Penning in 1980, de Dr. J.P. van Praag-prijs in 2002, en de Eremedaille voor Kunst en Wetenschap in 2004. In 1989 is hij benoemd tot Ridder in de Orde van de Nederlandse Leeuw.

## Publicaties, een selectie
- Staay, A.J. van der. De buitenlandse arbeider in Nederland : onderzoek ingesteld in opdracht van het Ministerie voor Cultuur, Recreatie en Maatschappelijk Werk en het Ministerie van Sociale Zaken en Volksgezondheid. Staatsuitgeverij, 1971.
- Staay, Adriaan van der, Twee opstellen over cultuurpolitiek, Instituut voor Theateronderzoek, 1980.
- Staay, Adriaan van der, Van Parken en Tuinen, Uitgeverij Thoth, Amsterdam 1989.
- Staay, Adriaan van der . De verbeelding van de emotie, kunst als bindend element in de hedendaagse samenleving: Imagining emotion, art as a binding element in contemporary society. Rijksakademie van Beeldende Kunsten, 2007.
- Staay, Adriaan van der, Trage vertellingen, (1) t/m (6), 2008-2014